# Cantone di Lamarche
Il Cantone di Lamarche era una divisione amministrativa dell'arrondissement di Neufchâteau.
È stato soppresso a seguito della riforma complessiva dei cantoni del 2014, che è entrata in vigore con le elezioni dipartimentali del 2015.
Comprendeva i comuni di:
- Ainvelle
- Blevaincourt
- Châtillon-sur-Saône
- Damblain
- Fouchécourt
- Frain
- Grignoncourt
- Isches
- Lamarche
- Lironcourt
- Marey
- Martigny-les-Bains
- Mont-lès-Lamarche
- Morizécourt
- Robécourt
- Rocourt
- Romain-aux-Bois
- Rozières-sur-Mouzon
- Saint-Julien
- Senaide
- Serécourt
- Serocourt
- Les Thons
- Tignécourt
- Tollaincourt
- Villotte